# Jan Hazelhorst
Joannes (Jan) Hazelhorst, achternaam ook wel Haarselhorst, (Alkmaar, 26 september 1777 - Obdam, 26 maart 1845) was een Nederlandse notaris en bestuurder.
Hazelhorst was van 1811 tot 1845 burgemeester van de gemeente Obdam en is ook gemeentesecretaris alsmede schout hiervan geweest.